# Robert Bauval
Robert Bauval es un ingeniero y escritor, nacido el 5 de marzo de 1948 en Alejandría, Egipto, de padres de origen belga. Fue educado en el colegio para muchachos ingleses La escuela de Alejandria, en Egipto, y en el Colegio franciscano en Buckinghamshire, Reino Unido. Su familia fue expulsada de Egipto durante el gobierno de Gamal Abdel Nasser. Ha pasado la mayor parte de su tiempo viviendo y residiendo en otros países del Oriente Medio y África.
Ingeniero civil, desde muy joven se interesó por la egiptología y en la década de 1980 inició una investigación sobre las Pirámides de Egipto que intentaba combinar la astronomía y la historia. Ha publicado numerosos artículos sobre este tema y varios de sus hallazgos han sido presentados en el British Museum. Está dedicado desde 1979 al estudio del significado de las pirámides. Interesado ya no tanto en el cómo, sino en el porqué fueron construidas, y cuál pudo haber sido el origen de la majestuosa e imponente presencia en el desierto de las Pirámides, de su compleja estructura, su tamaño y su vocación de eternidad.
Con los años se unió a Adrian Gilbert y la combinación de sus esfuerzos dio como resultado la investigación publicada y documentada de las conclusiones que se plantean, titulada El misterio de Orión (The Orion Mystery, Unlocking the Secrets of the Pyramids) publicado en 1994, acerca de la correlación de las construcciones piramidales del Antiguo Egipto con respecto a la observación estelar.
El misterio de Orión es su primer libro, en el cual explica su teoría sobre la Correlación de Orión con respecto a su posible influencia astronómica sobre la ubicación de las Pirámides en el desierto de Guiza.

## Teorías
Bauval es conocido especialmente por su teoría sobre la Correlación de Orión (TCO). Esta teoría establece una relación entre la pirámides egipcias de la IV dinastía, en la meseta de Guiza, y el alineamiento de ciertas estrellas de la constelación de Orión llamada comúnmente Cinturón de Orión o las Tres Marías.
Una noche, mientras trabajaba en Arabia Saudí, fue con su familia y un amigo a las dunas arenosas del desierto de Arabia para realizar un trabajo de campo. Su amigo le señaló la Constelación de Orión y mencionó que Mintaka, la estrella más pequeña y oriental del Cinturón de Orión, estaba ligeramente desviada de las demás. Bauval estableció una conexión entre el trazado de las tres estrellas principales del Cinturón de Orión, y la posición de las tres pirámides principales de la necrópolis de Guiza.
Esta teoría ha inspirado los libros y otras de otros autores como Javier Sierra. Sierra y Bauval trabajaron juntos en el estudio de una hipotética Edad De Oro de la Humanidad, situada en el pasado más remoto, que debió extinguirse unos 10.500 a. C. y que fue el origen de todas las civilizaciones que conocemos.
Desde su publicación en el año 2004, ha surgido evidencia de la afirmación en 'Talismán' como un complot masónico (como se affirma en su página Web) 'funciona hoy en el mundo' como parte de 'una religión secreta que ha formado el mundo para establecer un orden mundial gobernada por un noble objetivo que llamamos El Ideal Masónico".

## Controversia
Las hipótesis de Robert Bauval han sido rechazadas por arqueólogos e historiadores, considerándolas una forma de pseudociencia. Se ha discutido especialmente su afirmación sobre la supuesta existencia hace unos 12.500 años de una civilización progenitora avanzada y actualmente olvidada, que podría identificarse con la legendaria Atlántida, aunque no con ese nombre.
El 4 de noviembre de 1999, la BBC transmitió un documental titulado Atlantis Reborn que puso a prueba las teorías de Robert Bauval y su colega, Graham Hancock. Detallaba que una de las afirmaciones de Hancock, de que la disposición de un antiguo complejo de templos estaba diseñada para reflejar características astronómica, e intentó demostrar que se podía hacer lo mismo con tal vez la misma justificación usando los puntos de referencia famosos en Nueva York. También alegó que Hancock había movido o ignorado selectivamente las ubicaciones de algunos de los templos para ajustarse a sus propias teorías. Bauval y Hancock luego se quejaron ante el BSC (Broadcasting Standards Commission) de que habían sido tratados injustamente. Siguió una audiencia y, en noviembre de 2000, el BSC falló a favor de los documentalistas en todas menos una de las diez quejas principales presentadas por Hancock y Bauval.
El BSC concluyó que Hancock y Bauval habían sido tratados injustamente con respecto a una omisión de su refutación de un argumento específico en contra de la teoría de la correlación de Orión. Con respecto a las nueve quejas principales restantes, el BSC falló contra Hancock y Bauval, concluyendo que no habían sido tratadas injustamente en la crítica de sus teorías sobre la datación por carbono, la Gran Esfinge de Egipto, los templos de Angkor de Camboya, la formación Yonaguni de Japón y la tierra mítica de Atlantis.
La BBC ofreció transmitir una versión revisada del documental, que fue bien recibida por Hancock y Bauval. Fue transmitido como Atlantis Reborn Again el 14 de diciembre de 2000. El documental revisado continuó presentando serias dudas sobre las ideas de Bauval y Hancock, según lo sostenido por el astrónomo Anthony Fairall, Ed Krupp del Observatorio Griffith, la egiptóloga Kate Spence de la Universidad de Cambridge y Eleanor Mannikka de la Universidad de Míchigan.

## Obras
- The Orion Mystery. (El Misterio de Orión) - con Adrian Gilbert (1994)
- Keeper Of Genesis. (Guardián del Génesis) - con Graham Hancock (1995)
- The Mars Mystery. - con Graham Hancock (1998)
- Secret Chamber. (La Cámara Secreta) (1999)
- Talisman. - con Graham Hancock (2004)
- The Egypt Code. (Código Egipto) (Oct 2006) www.theegyptcode.co.uk